# Alicante CF
Alicante Club de Fútbol byl španělský fotbalový klub sídlící ve městě Alicante ve Valencijském společenství. Klub byl založen v roce 1918, zanikl v roce 2014.
Své domácí zápasy hrál klub na stadionu Ciudad Deportiva de Villafranqueza s kapacitou 4 000 diváků.

## Historické názvy
- 1918 – Alicante FC (Alicante Football Club)
- 1941 – Lucentum CF (Lucentum Club de Fútbol)
- 1942 – Alicante CF (Alicante Club de Fútbol)

## Umístění v jednotlivých sezonách
Legenda: Z - zápasy, V - výhry, R - remízy, P - porážky, VG - vstřelené góly, OG - obdržené góly, +/- - rozdíl skóre, B - body, červené podbarvení - sestup, zelené podbarvení - postup, světle fialové podbarvení - přesun do jiné soutěže
| Sezóny                                                                                     | Liga                           | Úroveň | Z   | V   | R   | P   | VG  | OG  | B   | +/- | Pozice |
| ------------------------------------------------------------------------------------------ | ------------------------------ | ------ | --- | --- | --- | --- | --- | --- | --- | --- | ------ |
| 1931/32                                                                                    | Tercera División – sk. IV, A   | 3      | 8   | 4   | 0   | 4   | 12  | 21  | -9  | 8   | 3.     |
| ...                                                                                        |                                |        |     |     |     |     |     |     |     |     |        |
| 1933/34                                                                                    | Tercera División – sk. B, V    | 3      | 6   | 4   | 0   | 2   | 20  | 10  | +10 | 8   | 1.     |
| ...                                                                                        |                                |        |     |     |     |     |     |     |     |     |        |
| Fotbalové soutěže se v letech 1936 až 1939 nehrály, a to kvůli probíhající občanské válce. |                                |        |     |     |     |     |     |     |     |     |        |
| 1939/40                                                                                    | Segunda División – sk. IV      | 2      | 14  | 6   | 2   | 6   | 27  | 33  | -6  | 14  | 3.     |
| 1940/41                                                                                    | Tercera División – sk. B2      | 3      | 6   | 2   | 0   | 4   | 11  | 13  | -2  | 4   | 4.     |
| 1941/42                                                                                    | Regional Preferente – sk. ?    | 3      | ... | ... | ... | ... | ... | ... | ... | ... |        |
| 1942/43                                                                                    | Regional Preferente – sk. ?    | 3      | ... | ... | ... | ... | ... | ... | ... | ... |        |
| 1943/44                                                                                    | Tercera División – sk. VII     | 3      | 18  | 9   | 3   | 6   | 38  | 23  | +15 | 21  | 4.     |
| 1944/45                                                                                    | Tercera División – sk. VIII    | 3      | 18  | 5   | 1   | 12  | 24  | 48  | -24 | 11  | 8.     |
| 1945/46                                                                                    | Tercera División – sk. VII     | 3      | 18  | 5   | 2   | 11  | 26  | 38  | -12 | 12  | 9.     |
| 1946/47                                                                                    | Tercera División – sk. XI      | 3      | 18  | 14  | 1   | 3   | 48  | 21  | +27 | 29  | 1.     |
| 1947/48                                                                                    | Tercera División – sk. VII     | 3      | 26  | 15  | 3   | 8   | 80  | 44  | +36 | 33  | 4.     |
| 1948/49                                                                                    | Tercera División – sk. V       | 3      | 26  | 11  | 3   | 12  | 45  | 53  | -8  | 25  | 7.     |
| 1949/50                                                                                    | Tercera División – sk. IV      | 3      | 34  | 15  | 3   | 16  | 64  | 81  | -17 | 33  | 9.     |
| 1950/51                                                                                    | Tercera División – sk. V       | 3      | 32  | 19  | 5   | 8   | 95  | 59  | +36 | 43  | 2.     |
| 1951/52                                                                                    | Segunda División – sk. II      | 2      | 30  | 10  | 4   | 16  | 35  | 39  | -14 | 24  | 15.    |
| 1952/53                                                                                    | Tercera División – sk. V       | 3      | 30  | 10  | 10  | 10  | 58  | 44  | +14 | 30  | 6.     |
| 1953/54                                                                                    | Tercera División – sk. V       | 3      | 34  | 17  | 3   | 14  | 89  | 69  | +20 | 37  | 5.     |
| 1954/55                                                                                    | Tercera División – sk. IX      | 3      | 18  | 7   | 5   | 6   | 42  | 31  | +11 | 19  | 5.     |
| 1955/56                                                                                    | Tercera División – sk. IX      | 3      | 18  | 12  | 2   | 4   | 48  | 22  | +26 | 26  | 2.     |
| 1956/57                                                                                    | Segunda División – sk. II      | 2      | 38  | 16  | 5   | 17  | 63  | 77  | -14 | 37  | 15.    |
| 1957/58                                                                                    | Segunda División – sk. II      | 2      | 34  | 9   | 5   | 20  | 42  | 64  | -22 | 23  | 17.    |
| 1958/59                                                                                    | Tercera División – sk. ?       | 3      | ... | ... | ... | ... | ... | ... | ... | ... | 2.     |
| 1959/60                                                                                    | Tercera División – sk. ?       | 3      | ... | ... | ... | ... | ... | ... | ... | ... | 12.    |
| 1960/61                                                                                    | Tercera División – sk. X       | 3      | 30  | 16  | 3   | 11  | 59  | 35  | +24 | 35  | 5.     |
| 1961/62                                                                                    | Tercera División – sk. X       | 3      | 30  | 15  | 4   | 11  | 59  | 47  | +12 | 34  | 6.     |
| 1962/63                                                                                    | Tercera División – sk. X       | 3      | 30  | 10  | 7   | 13  | 47  | 43  | +4  | 27  | 9.     |
| 1963/64                                                                                    | Tercera División – sk. X       | 3      | 30  | 9   | 11  | 10  | 29  | 31  | -2  | 29  | 8.     |
| 1964/65                                                                                    | Tercera División – sk. X       | 3      | 30  | 14  | 5   | 11  | 49  | 35  | +14 | 33  | 5.     |
| 1965/66                                                                                    | Tercera División – sk. X       | 3      | 30  | 15  | 5   | 10  | 65  | 48  | +17 | 35  | 4.     |
| 1966/67                                                                                    | Tercera División – sk. X       | 3      | 30  | 19  | 4   | 7   | 71  | 26  | +45 | 42  | 3.     |
| 1967/68                                                                                    | Tercera División – sk. IX      | 3      | 30  | 10  | 4   | 16  | 39  | 45  | -6  | 24  | 15.    |
| ...                                                                                        |                                |        |     |     |     |     |     |     |     |     |        |
| 1978/79                                                                                    | Regional Preferente – sk. ?    | 5      | ... | ... | ... | ... | ... | ... | ... | ... |        |
| 1979/80                                                                                    | Tercera División – sk. VI      | 4      | 38  | 15  | 6   | 17  | 55  | 53  | +2  | 36  | 14.    |
| 1980/81                                                                                    | Tercera División – sk. VI      | 4      | 38  | 12  | 13  | 13  | 44  | 41  | +3  | 37  | 10.    |
| 1981/82                                                                                    | Tercera División – sk. VI      | 4      | 38  | 18  | 11  | 9   | 46  | 31  | +15 | 47  | 4.     |
| 1982/83                                                                                    | Tercera División – sk. VI      | 4      | 38  | 13  | 12  | 13  | 42  | 44  | -2  | 38  | 10.    |
| 1983/84                                                                                    | Tercera División – sk. VI      | 4      | 38  | 9   | 12  | 17  | 38  | 52  | -14 | 30  | 16.    |
| 1984/85                                                                                    | Tercera División – sk. VI      | 4      | 38  | 10  | 14  | 14  | 53  | 44  | +9  | 34  | 10.    |
| 1985/86                                                                                    | Tercera División – sk. VI      | 4      | 38  | 15  | 6   | 17  | 46  | 49  | -3  | 36  | 12.    |
| 1986/87                                                                                    | Tercera División – sk. VI      | 4      | 38  | 13  | 14  | 11  | 49  | 44  | +5  | 40  | 10.    |
| 1987/88                                                                                    | Tercera División – sk. VI      | 4      | ... | ... | ... | ... | ... | ... | ... | ... | 11.    |
| 1988/89                                                                                    | Tercera División – sk. VI      | 4      | 42  | 11  | 10  | 21  | 32  | 70  | -38 | 32  | 18.    |
| 1989/90                                                                                    | Tercera División – sk. VI, Jih | 4      | 34  | 12  | 9   | 13  | 44  | 40  | +4  | 33  | 10.    |
| 1990/91                                                                                    | Tercera División – sk. VI, Jih | 4      | 34  | 11  | 11  | 12  | 48  | 40  | +8  | 33  | 9.     |
| 1991/92                                                                                    | Tercera División – sk. VI, Jih | 4      | 34  | 5   | 15  | 14  | 31  | 44  | -13 | 25  | 14.    |
| 1992/93                                                                                    | Regional Preferente – sk. ?    | 5      | ... | ... | ... | ... | ... | ... | ... | ... | 1.     |
| 1993/94                                                                                    | Tercera División – sk. VI      | 4      | ... | ... | ... | ... | ... | ... | ... | ... | 8.     |
| 1994/95                                                                                    | Tercera División – sk. VI      | 4      | ... | ... | ... | ... | ... | ... | ... | ... | 10.    |
| 1995/96                                                                                    | Tercera División – sk. VI      | 4      | ... | ... | ... | ... | ... | ... | ... | ... | 12.    |
| 1996/97                                                                                    | Tercera División – sk. VI      | 4      | ... | ... | ... | ... | ... | ... | ... | ... | 19.    |
| 1997/98                                                                                    | Regional Preferente – sk. ?    | 5      | ... | ... | ... | ... | ... | ... | ... | ... | 2.     |
| 1998/99                                                                                    | Regional Preferente – sk. ?    | 5      | ... | ... | ... | ... | ... | ... | ... | ... | 1.     |
| 1999/00                                                                                    | Tercera División – sk. VI      | 4      | 38  | 20  | 10  | 8   | 61  | 32  | +29 | 70  | 4.     |
| 2000/01                                                                                    | Tercera División – sk. VI      | 4      | 38  | 28  | 6   | 4   | 89  | 29  | +60 | 90  | 1.     |
| 2001/02                                                                                    | Segunda División B – sk. III   | 3      | 38  | 17  | 10  | 11  | 62  | 50  | +12 | 61  | 6.     |
| 2002/03                                                                                    | Segunda División B – sk. III   | 3      | 38  | 15  | 12  | 11  | 56  | 43  | +13 | 57  | 5.     |
| 2003/04                                                                                    | Segunda División B – sk. III   | 3      | 38  | 19  | 8   | 11  | 53  | 29  | +24 | 65  | 6.     |
| 2004/05                                                                                    | Segunda División B – sk. III   | 3      | 38  | 22  | 10  | 6   | 61  | 24  | +37 | 76  | 1.     |
| 2005/06                                                                                    | Segunda División B – sk. III   | 3      | 38  | 18  | 12  | 8   | 60  | 34  | +26 | 66  | 3.     |
| 2006/07                                                                                    | Segunda División B – sk. III   | 3      | 38  | 20  | 5   | 13  | 51  | 36  | +15 | 65  | 1.     |
| 2007/08                                                                                    | Segunda División B – sk. III   | 3      | 38  | 16  | 16  | 6   | 52  | 21  | +31 | 64  | 2.     |
| 2008/09                                                                                    | Segunda División               | 2      | 42  | 8   | 11  | 23  | 38  | 69  | -31 | 35  | 20.    |
| 2009/10                                                                                    | Segunda División B – sk. III   | 3      | 38  | 11  | 13  | 14  | 38  | 42  | -4  | 46  | 13.    |
| 2010/11                                                                                    | Segunda División B – sk. III   | 3      | 38  | 12  | 17  | 9   | 40  | 32  | +8  | 53  | 9.     |
| 2011/12                                                                                    | Tercera División – sk. VI      | 4      | 42  | 7   | 8   | 27  | 37  | 91  | -54 | 29  | 19.    |
| 2012/13                                                                                    | Regional Preferente – sk. ?    | 5      | ... | ... | ... | ... | ... | ... | ... | ... | 14.    |
| 2013/14                                                                                    | Regional Preferente – sk. ?    | 5      | ... | ... | ... | ... | ... | ... | ... | ... | 6.     |